# 12月17日
12月17日是公历一年中的第351天（闰年第352天），离全年结束还有14天。

## 大事记

### 19世紀以前
- 942年：諾曼第的長劍威廉遭到佛兰德伯爵阿爾諾一世支持者的伏擊和暗殺，當時兩人都在和平會議上解決分歧。
- 1398年：帖木儿攻占德里。
- 1538年：教宗保祿三世宣布对英格兰国王亨利八世处以绝罚。

### 19世紀
- 1819年：拉丁美洲革命家西蒙·玻利瓦爾在安格斯圖拉宣布自西班牙獨立，建立大哥倫比亞共和國。
- 1874年：日本號沉没。廣東省汕頭對開64公里失火沉沒。391名中國人死亡，4名外國人死亡。此船由加州三藩市開往英屬香港，經日本橫濱，乘客大多為賺滿錢回鄉的美國和日本華工，來自廣東台山尤多。後來英屬香港派出John Roberts船長打撈沉船財物。
- 1888年：北洋水師在威海刘公岛成立。

### 20世紀
- 1903年：美國航空工程師萊特兄弟的固定翼飛機萊特飛行器在北卡羅萊納州完成人類首次有動力飛行器飛行。
- 1931年：中國南京市3萬餘名學生發起遊行，與軍警發生嚴重衝突，造成數名學生死亡，次日軍警即包圍中央大學並強制遣送學生返鄉。
- 1932年：宋庆龄发起“中国民权保障同盟”。
- 1935年：瓦窑堡会议召开。
- 1937年12月16-17日，被侵华日军第13师团押送至南京市幕府山草鞋峡附近后，数万名中国军队战俘发起暴动，打死打伤第13师团官兵10多人。[1]
- 1944年：馬爾梅第屠殺：在亞爾丁之役中，约亨·派佩尔率领的纳粹德国军队在比利时馬爾梅第以機槍掃射了约90名解除武裝的美国战俘。
- 1947年：波音B-47轟炸機首次飛行。
- 1962年：美國当局宣告美國共產黨“有罪”。
- 1967年：澳洲總理哈罗德·霍尔特在維多利亞州波特西（英语：Portsea, Victoria）附近游泳時失蹤，遺體至今未尋獲。
- 1970年：波蘭士兵在格丁尼亚向從火車上走下來的工人開槍，開始政府對全國大規模反共示威的鎮壓。
- 1983年：英国伦敦哈洛德百貨公司受汽車炸彈攻擊（英语：Harrods bombing），6死90傷。
- 1987年：洛克人元祖版發售。
- 1989年：美國漫畫家馬特·格朗寧創作的成人動畫在福斯廣播公司首次播出。
- 1990年：香港上海匯豐銀行重組，在英國成立控股公司。
- 1991年：渤海油田打成中華人民共和國最深水平井。
- 1992年：墨西哥、美國、加拿大签署北美贸易协议。
- 1993年：李會昌接任南韓總理。
- 1993年：中國大陸海協會代表訪問台灣。
- 1996年：科菲·安南出任第七任联合国秘书长。
- 1996年：日本駐祕魯大使官邸遭襲擊。
- 1997年：Jorn Barger創造了術語網路日誌（Weblog）。
- 1998年：美国、英国针对伊拉克开始发动沙漠之狐行动。

### 21世紀
- 2005年：香港世界貿易組織第六次部長級會議場外爆發2005年香港反對世貿遊行衝突。
- 2010年：突尼西亞街頭攤販穆罕默德·布瓦吉吉及不滿警方騷擾而自焚抗議，進而引發大規模反政府示威，最終迫使總統班·阿里下台。
- 2014年：美国和古巴恢复中断近40年的外交关系。
- 2019年：中華人民共和國首艘國產航空母艦-山東號服役。

## 出生
- 1239年：藤原賴嗣，日本鎌倉幕府第5代征夷大將軍（1256年逝世）
- 1267年：後宇多天皇，日本第91代天皇（1324年逝世）
- 1619年：魯普雷希特，英國海軍大臣，哈德遜灣公司第1任總督（1682年逝世）
- 1630年：貝原益軒，日本儒學家（1714年逝世）
- 1706年：沙特萊侯爵夫人，法國數學家、物理學家、哲學家（1749年逝世）
- 1734年：瑪麗亞一世，葡萄牙布拉干薩王朝女王（1816年逝世）
- 1749年：多米尼科·奇馬羅薩，義大利歌劇作曲家（1801年逝世）
- 1778年：漢弗里·戴維，英國化學家，被稱為「無機化學之父」（1829年逝世）
- 1797年：約瑟·亨利，美國科學家，發明電子門鈴、電子繼電器（1878年逝世）
- 1807年：約翰·格林里夫·惠蒂埃，美國詩人、廢奴主義者（1892年逝世）
- 1830年：朱爾·德·龔固爾，法國小說家（1870年逝世）
- 1841年：野津道貫，日本元帥陸軍大將（1908年逝世）
- 1842年：索菲斯·李，挪威數學家（1899年逝世）
- 1847年：愛彌爾·法蓋，法國作家、文學評論家（1916年逝世）
- 1847年：米歇爾·約瑟夫·莫努里，法國陸軍將領（1923年逝世）
- 1855年：勸修寺顯允，日本公家、政治家、華族（1900年逝世）
- 1866年：洪繻，臺灣作家（1928年逝世）
- 1873年：徐錫麟，清朝革命家，光復會成員（1907年逝世）
- 1873年：福特·馬多克斯·福特，英國小說家、詩人（1939年逝世）
- 1874年：威廉·萊昂·麥肯齊·金，加拿大政治人物，第11、13和15任加拿大總理（1950年逝世）
- 1879年：倉元要一，日本政治人物（1942年逝世）
- 1886年：室積徂春，日本俳人（1956年逝世）
- 1888年：亞歷山大一世，南斯拉夫王國國王（1934年逝世）
- 1890年：約阿希姆·弗朗茨·赫伯特，德意志帝國王子（1920年逝世）
- 1891年：胡適，中國哲學家、思想家、教育家（1962年逝世）
- 1894年：威廉·舍默爾霍恩，荷蘭政治家（1977年逝世）
- 1900年：卡汀娜·帕辛歐，希臘女演員（1973年逝世）
- 1905年：穆罕默德·希達亞烏拉，印度政治人物（1992年逝世）
- 1905年：，芬蘭陸軍狙擊手（2002年逝世）
- 1908年：威拉得·利比，美國化學家，1960年諾貝爾化學獎得主（1980年逝世）
- 1912年：愛德華·肖特，英國政治家（2012年逝世）
- 1913年：袁則留，台灣會計師，臺灣證券交易所第1任總經理（1969年逝世）
- 1915年：，美國政治學家（2014年逝世）
- 1916年：佩內洛普·菲茲傑拉德，英國小說家、詩人、傳記作家（2000年逝世）
- 1917年：安克志，美國外交官，最後一任派駐台灣的美國駐華大使（2010年逝世）
- 1920年：肯尼斯·艾佛森，加拿大計算機科學家（2004年逝世）
- 1922年：小鶴誠，日本棒球運動員（2003年逝世）
- 1923年：雅羅斯拉夫·帕利坎，美國基督教學者（2006年逝世）
- 1927年：米川泰夫，日本棒球運動員（2007年逝世）
- 1927年：連日清，臺灣昆蟲學、生物學家、公衛學學者，受尊稱為「臺灣抗瘧之父」（2022年逝世）
- 1927年：梁晉才，中國工程師（2023年逝世）
- 1928年：瑪麗蓮·貝克，美國作家（2014年逝世）
- 1930年：鮑伯·古喬內，美國成人雜誌閣樓創辦人（2010年逝世）
- 1930年：阿明·穆勒-施塔爾，德國男演員
- 1936年：教宗方濟各，羅馬主教（2025年逝世）
- 1937年：，美國小說家（1969年逝世）
- 1937年：凱利·帕加，澳洲企業家（2005年逝世）
- 1938年：彼得·斯内尔，紐西蘭中跑運動員（2019年逝世）
- 1938年：海老井英次，日本近代文學研究者
- 1939年：吳耀漢，香港男演員（2023年逝世）
- 1940年：史蒂芬·寇瓦謝維契，美國鋼琴家
- 1942年：保羅·巴特菲爾德，美國男歌手、口琴手（1987年逝世）
- 1942年：穆罕默杜·布哈里，奈及利亞政治人物，第15任奈及利亞總統（2025年逝世）
- 1944年：伯納·希爾，英國男演員（2024年逝世）
- 1945年：厄尼·哈德森，美國男演員
- 1945年：，英國兒童文學作家
- 1946年：有藤通世，日本棒球運動員
- 1946年：尤金·列维，加拿大男演員
- 1947年：韋斯·斯塔蒂，美國切羅基男演員
- 1948年：，土耳其政治人物
- 1953年：比爾·普曼，美國男演員
- 1954年：吉用祐，韓國男演員
- 1955年：布拉德·戴維斯，美國籃球運動員
- 1956年：彼得·法拉利，美國電影導演、編劇、製片人，法拉利兄弟的哥哥
- 1957年：夏目雅子，日本女演員（1985年逝世）
- 1960年：TARAKO，日本女性聲優（2024年逝世）
- 1962年：恩田尚之，日本動畫師、作畫監督
- 1966年：有森裕子，日本馬拉松女運動員
- 1966年：克里斯托弗·A·雷，美國律師，前任聯邦調查局長
- 1967年：馬渡松子，日本女歌手
- 1968年：何欣穗，台灣女歌手、DJ
- 1968年：揚·哈齊烏斯，德裔美國經濟學家
- 1968年：克勞迪奧·蘇亞雷斯·桑切斯，墨西哥足球運動員
- 1969年：郭涛，中國男演員
- 1969年：蘿莉·荷登，美國女演員、人權運動者
- 1970年：西村知美，日本女演員
- 1971年：尼基·麥克雷，美國女子籃球運動員（2023年逝世）
- 1971年：君塚葵，日本插畫家、漫畫家
- 1971年：東尼大木，日本AV男優、歌手、前職業拳擊手
- 1971年：安托萬·里戈多，法國籃球運動員
- 1972年：約翰·亞伯拉罕，印度男演員
- 1973年：雷恩·強生，美國電影導演、編劇、製片人
- 1974年：莎拉·保羅森，美國女演員
- 1974年：喬瓦尼·瑞比西，美國男演員
- 1975年：青木麻由子，日本女性聲優
- 1975年：，美國女演員、模特兒
- 1975年：尼古拉·莫羅佐夫，俄羅斯花式滑冰教練、冰舞運動員
- 1976年：安德魯·辛普森，英國帆船運動員（2013年逝世）
- 1976年：帕特里克·穆勒，瑞士足球運動員
- 1977年：，法國網球運動員
- 1977年：張耀棟，馬來西亞籍新加坡男演員、模特兒
- 1978年：周韵，中國女演員
- 1978年：蔡斯·阿特利，美國棒球運動員
- 1978年：，菲律賓拳擊運動員、政治家
- 1979年：黃承恩，香港女歌手、DJ
- 1979年：KEN，日本男子偶像團體DA PUMP成員
- 1980年：黃湘怡，新加坡女歌手、商人
- 1981年：川久保拓司，日本男演員
- 1981年：竹下玲奈，日本女演員、模特兒
- 1981年：尼克·鮑姆加特納，美國男子單板滑雪運動員
- 1981年：，德國足球、摔角運動員
- 1982年：李婭莎，中國女歌手
- 1982年：水野良樹，日本流行樂團生物股長團長、吉他手
- 1982年：洛倫佐·西塔迪尼，義大利橄欖球運動員
- 1982年：斯特凡納·拉斯米，加彭籃球運動員
- 1983年：塞巴斯蒂安·奧吉爾，法國拉力賽車運動員
- 1984年：福田明日香，日本女子偶像團體早安少女組成員
- 1984年：福井舞，日本女歌手
- 1984年：里美尤利婭，日本AV女優
- 1984年：崔容俊，韓國男舞者
- 1984年：安德魯·戴維斯，英格蘭足球運動員
- 1985年：緒方龍一，日本男子偶像團體w-inds.成員
- 1985年：盧卡什·布羅茲，波蘭足球運動員
- 1986年：杜忻恬，台灣女歌手
- 1987年：薄瓜瓜，中國政治人物薄熙來兒子
- 1987年：范萱蔚，香港歌手
- 1987年：光部樹，日本男性聲優
- 1987年：瑪麗娜·阿扎馬薩瓦，白俄羅斯中跑女運動員
- 1987年：布拉德利·曼寧，美國陸軍，曾涉嫌外洩機密給維基解密
- 1987年：多諾文·索拉諾，美國職業棒球運動員
- 1988年：吳嘉熙，香港女子偶像團體Super Girls成員
- 1988年：高梨臨，日本女演員
- 1988年：陳善有，韓國短道競速滑冰女運動員
- 1988年：Jessi，韓裔美國女歌手、饒舌歌手
- 1988年：大衛·魯迪沙，肯亞中跑運動員
- 1988年：扬·索默，瑞士足球运动员
- 1989年：龍洋，中國新闻从业员、主持人
- 1989年：安德雷·阿尤，加纳職業足球运动员
- 1990年：陳彥佐，台灣男演員
- 1990年：則本昂大，日本職業棒球運動員
- 1991年：李在真，韓國男子偶像樂團FTIsland成員
- 1991年：納得克·釘宫，泰國男演員
- 1992年：清水藍里，日本寫真偶像
- 1992年：張軒睿，台灣男演員、主持人
- 1993年：衣川里佳，日本女性聲優
- 1993年：朝日奈丸佳，日本女性聲優
- 1993年：巴迪·希爾德，巴哈馬职業籃球運動員
- 1994年：納特·沃爾夫，美國男演員、歌手
- 1995年：蓋爾雄·亞布塞萊，法國職業籃球運動員
- 1996年：岩橋玄樹，日本男子偶像團體King & Prince成員
- 1996年：伊莉莎維塔·圖克塔米謝娃，俄羅斯女子花式滑冰運動員
- 1997年：宇野昌磨，日本男子花式滑冰運動員
- 1997年：瑞許·沙哈，英國男演員
- 1998年：川上千尋，日本女子偶像團體NMB48成員
- 1998年：馬丁·厄德高，挪威足球運動員
- 1999年：佐佐木美玲，日本女子偶像團體日向坂46成員
- 1999年：任敏，中國女演員
- 2001年：小野田紗栞，日本女子偶像團體Tsubaki Factory成員
- 2001年：阿布德·埃扎洛佐利，摩洛哥職業足球運動員
- 2005年：徐翔聖，台灣-日本職業棒球運動員
- 2007年：塞文子爵詹姆士，英國女王伊莉莎白二世孫子、愛德華王子兒子
- 生年不詳：佐久間元輝，日本男性聲優

## 逝世
- 942年：長劍威廉，諾曼第公爵（893年出生）
- 1210年：小斯渥克爾松·卡爾松，瑞典國王（1167年出生）
- 1273年：魯米，波斯詩人（1207年出生）
- 1594年：赤井輝子，日本戰國時代後期的女武者（1514年出生）
- 1655年：宇喜多秀家，日本戰國時代武將（1572年出生）
- 1663年：恩津加，馬塔姆巴女王（1583年出生）
- 1830年：西蒙·玻利瓦尔，南美独立战争领袖（1783年出生）
- 1861年：約翰·安德烈亞斯·瓦格納，德國古生物學家、動物學家、考古學家（1797年出生）
- 1881年：路易斯·亨利·摩爾根，美國民族学家、历史学家（1818年出生）
- 1886年：道格拉斯·福賽思，英屬印度行政官、外交官（1827年出生）
- 1897年：阿爾封斯·都德，法國小說家（1840年出生）
- 1903年：約翰·威爾海姆·范·蘭斯貝格，荷蘭外交官、昆蟲學家，曾任荷屬東印度總督（1830年出生）
- 1907年：威廉·湯姆森，英国物理学家，第一代克耳文男爵（1824年出生）
- 1909年：利奧波德二世，比利時國王（1835年出生）
- 1933年：土登嘉措，第十三世達賴喇嘛（1876年出生）
- 1940年：沈西苓，中国电影艺术家（1904年出生）
- 1946年：格利果利·N·諾伊明，俄羅斯天文學家（1886年出生）
- 1965年：黑斯廷斯·伊斯梅，英國陸軍上將、外交官，首任北約秘書長（1887年出生）
- 1973年：查尔斯·格里利·阿博特，美國天文學家（1872年出生）
- 1980年：姜貴，臺灣小說作家（1908年出生）
- 1985年：多萝西·麦基宾，美國簿記員，曼哈頓計劃後勤人員（1897年出生）
- 1986年：朱元鼎，中國魚類學家（1896年出生）
- 1987年：玛格丽特·尤瑟纳尔，法國作家（1903年出生）
- 1992年：達納·安德魯斯，美國男演員（1909年出生）
- 1996年：李翰祥，香港電影導演（1926年出生）
- 2008年：飯島愛，日本女藝人（1972年出生）
- 2009年：吳鶯音，香港女藝人（1922年出生）
- 2011年：切萨里亚·埃沃拉，西非女歌手（1941年出生）
- 2011年：金正日，北韓領導人（1942年出生）
- 2012年：狄娜·曼佛瑞迪尼，義大利裔美國超級人瑞（1897年出生）
- 2014年：竹鶴威，日本企業家、威士忌釀酒師（1924年出生）
- 2016年：亨利·哈姆立克，美国外科医生（1920年出生）
- 2020年：皮埃爾·布約亞，蒲隆地政治人物，第3任蒲隆地總統（1949年出生）
- 2021年：陳松勇，臺灣男演員（1941年出生）
- 2022年：德魯·格里芬，美國新聞記者（1962年出生）
- 2023年：詹姆斯·麥卡菲，美國男演員（1958年出生）
- 2024年：李建平，中國政治人物（1960年出生）
- 2024年：伊戈爾·基里洛夫，俄羅斯陸軍中將（1970年出生）

## 节假日和习俗
- 不丹：国庆日